# Fulgurex
Fulgurex est un fabricant suisse de trains miniatures haut de gamme, fondé en 1947 par le comte Antonio Giansanti Coluzzi.

## Histoire
En 1962, en collaboration avec le fabricant japonais Tenshodo, Fulgurex a commencé à produire ses propres modèles en laiton. Le premier modèle était une machine à vapeur 141 R, reproduite à l'échelle HO. En 1967, Fulgurex lance son premier modèle à l'échelle 0, suivi de l'échelle 1 en 1970, puis de l'échelle N en 1983.